# Jordan Hoffman
Jordan Hoffman é um crítico de cinema, ex-ator, diretor e produtor freelancer americano. Ele é mais conhecido por seu trabalho no New York Daily News, The Guardian, Film.com, Vanity Fair, ScreenCrush e The Times of Israel. Também é colaborador da Badass Digest e StarTrek.com e membro do New York Film Critics Circle.